# Liste der Orte in der Gemeinde Cova Lima

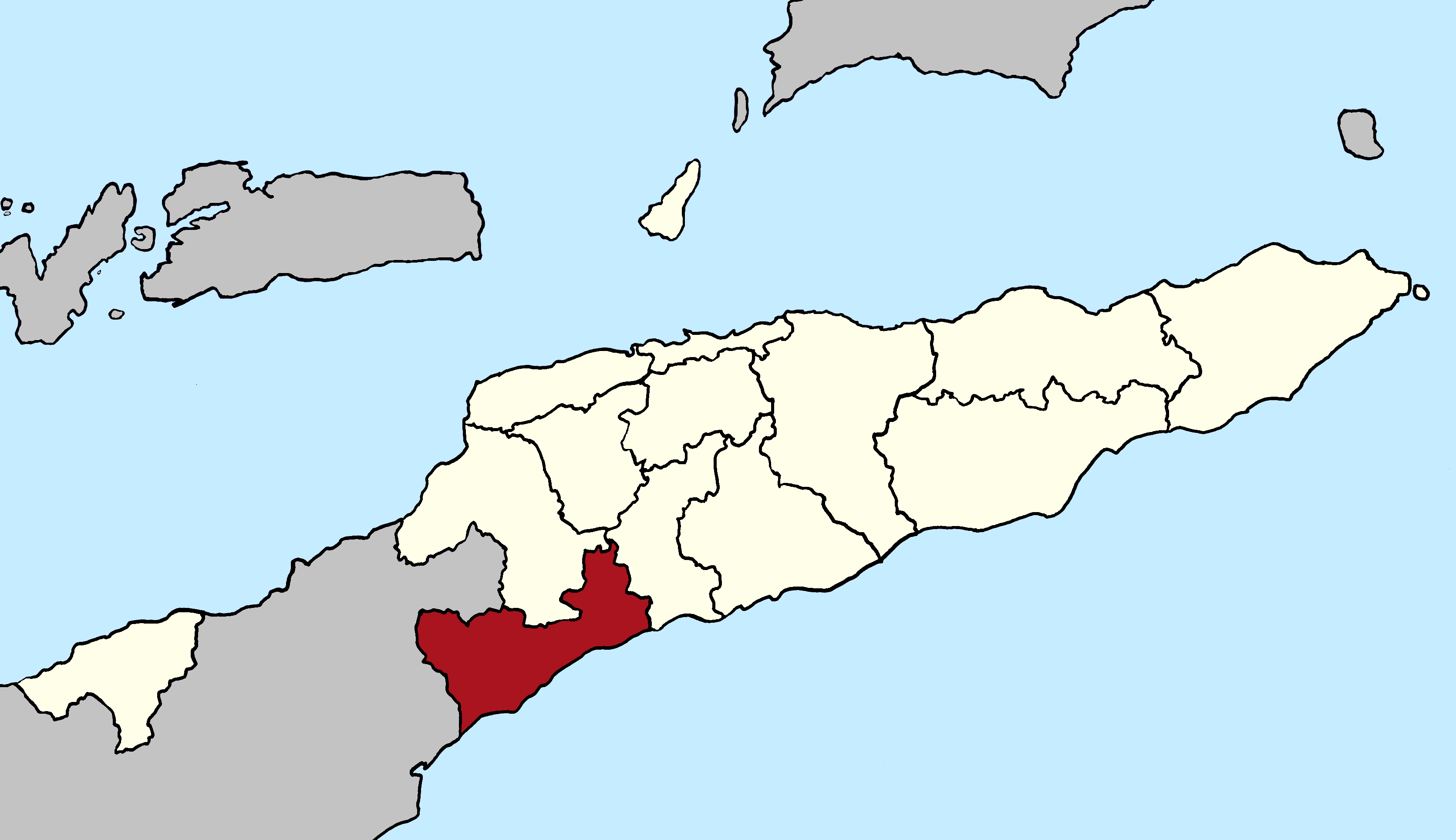
Die Gemeinde Cova Lima in Osttimor

Die Liste der Orte in Cova Lima gibt an, welche Ortschaften in jedem Suco der osttimoresischen Gemeinde Cova Lima liegen und welche geographische Koordinaten und Meereshöhe sie haben.

## Landkarten

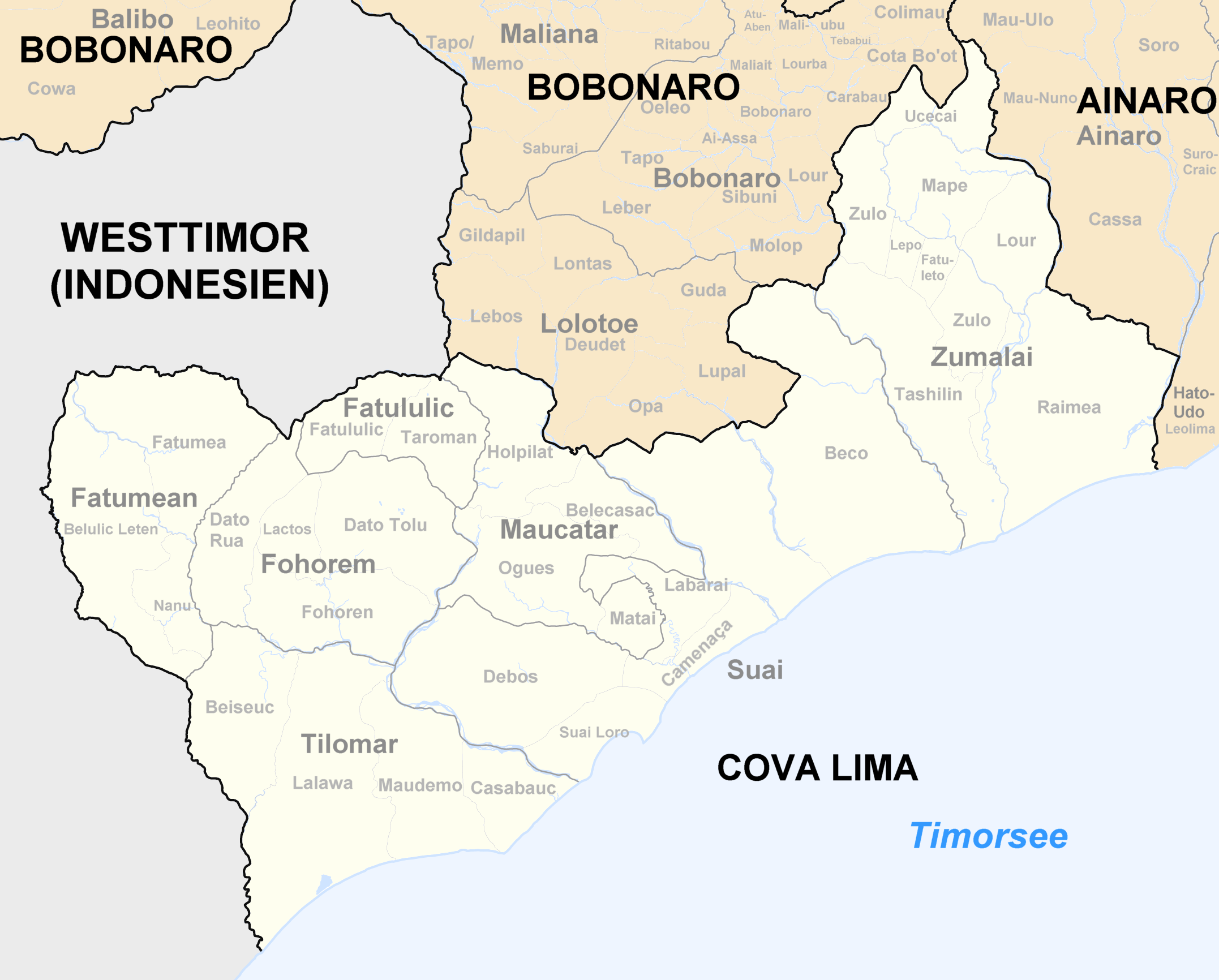
Die Gemeinde Cova Lima
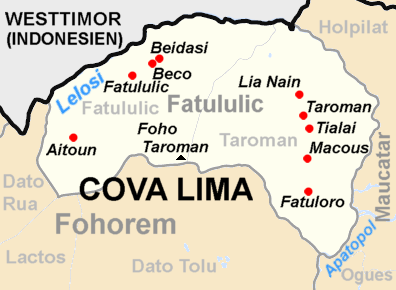
Das Verwaltungsamt Fatululic
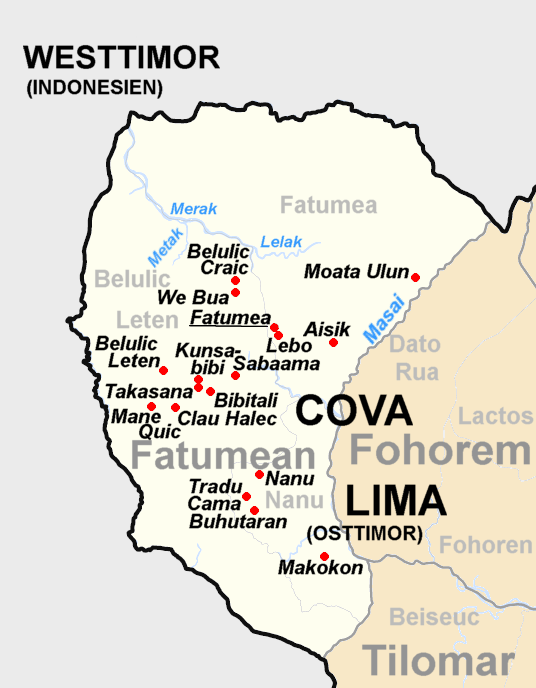
Das Verwaltungsamt Fatumean
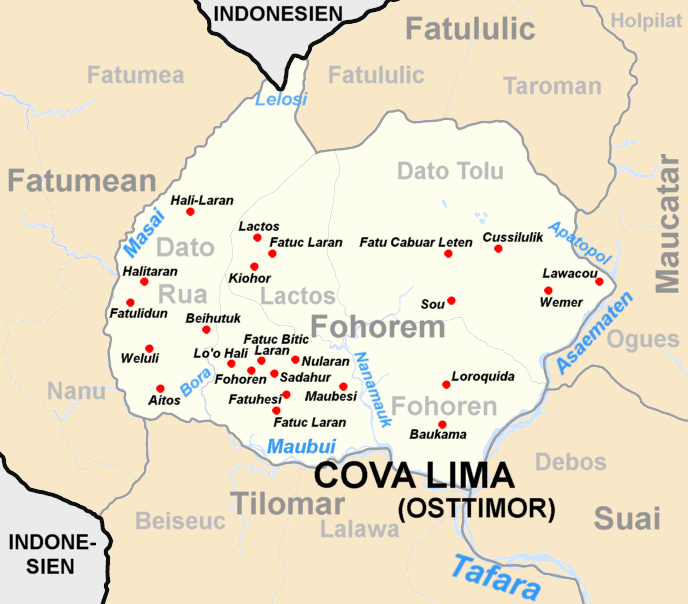
Das Verwaltungsamt Fohorem
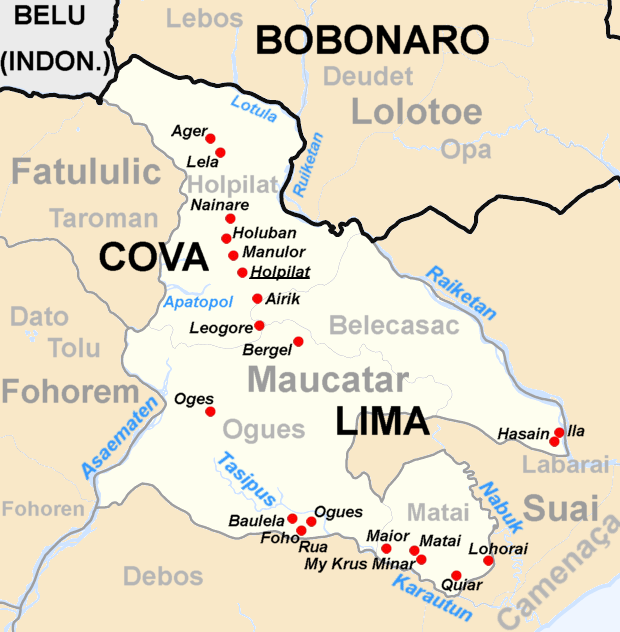
Das Verwaltungsamt Maucatar
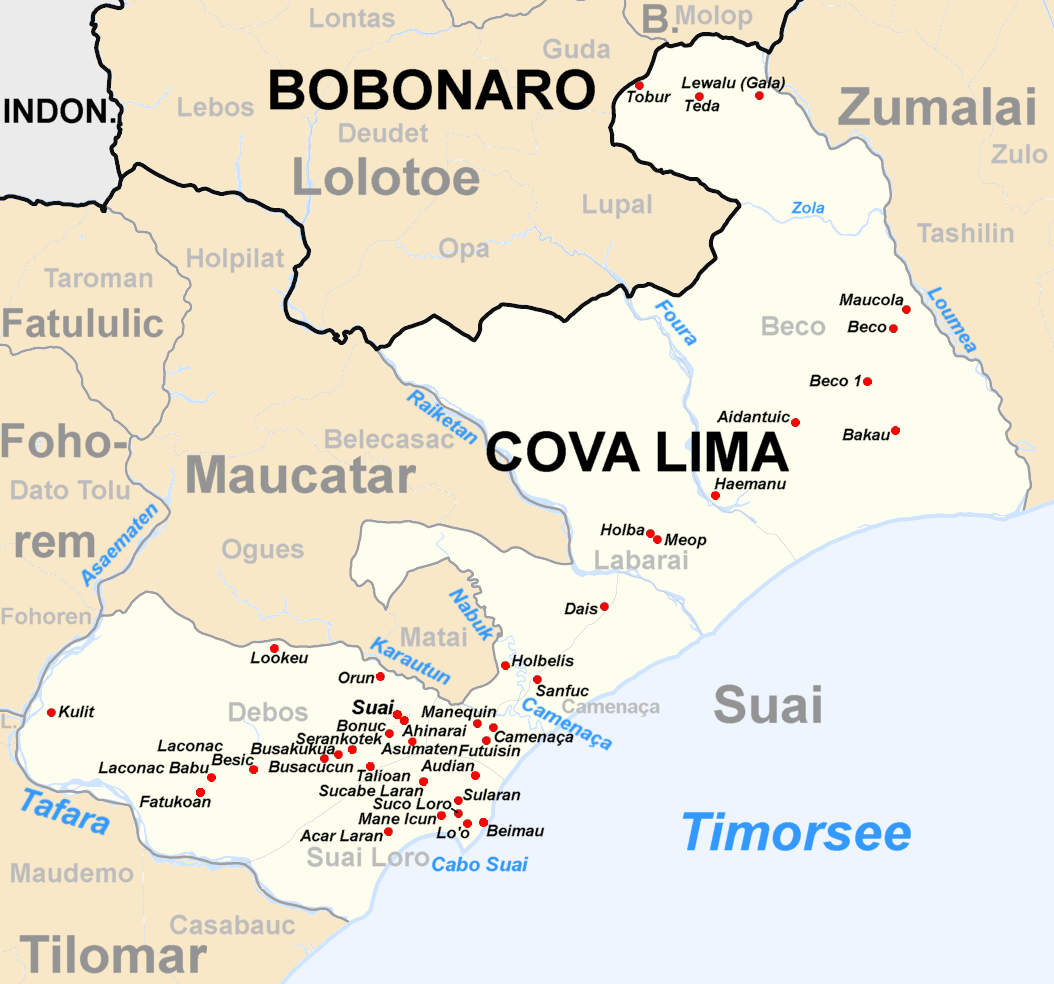
Das Verwaltungsamt Suai
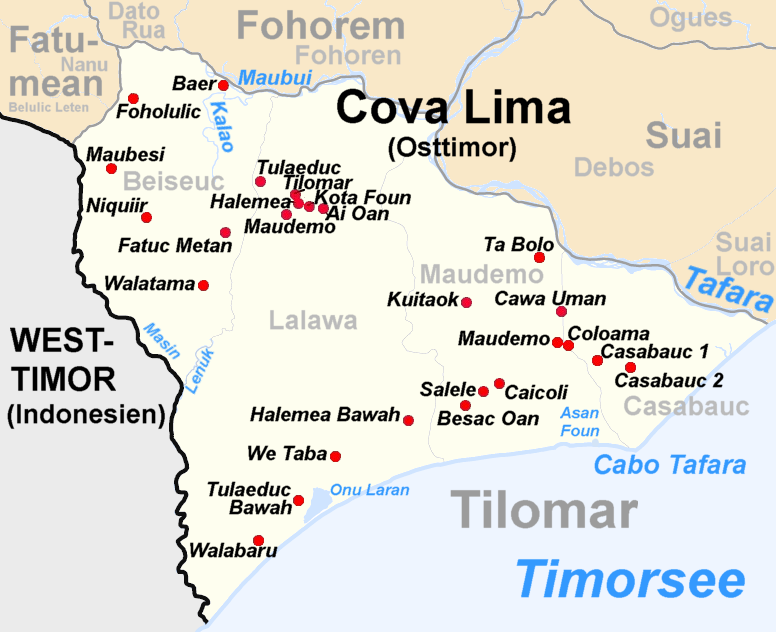
Das Verwaltungsamt Tilomar
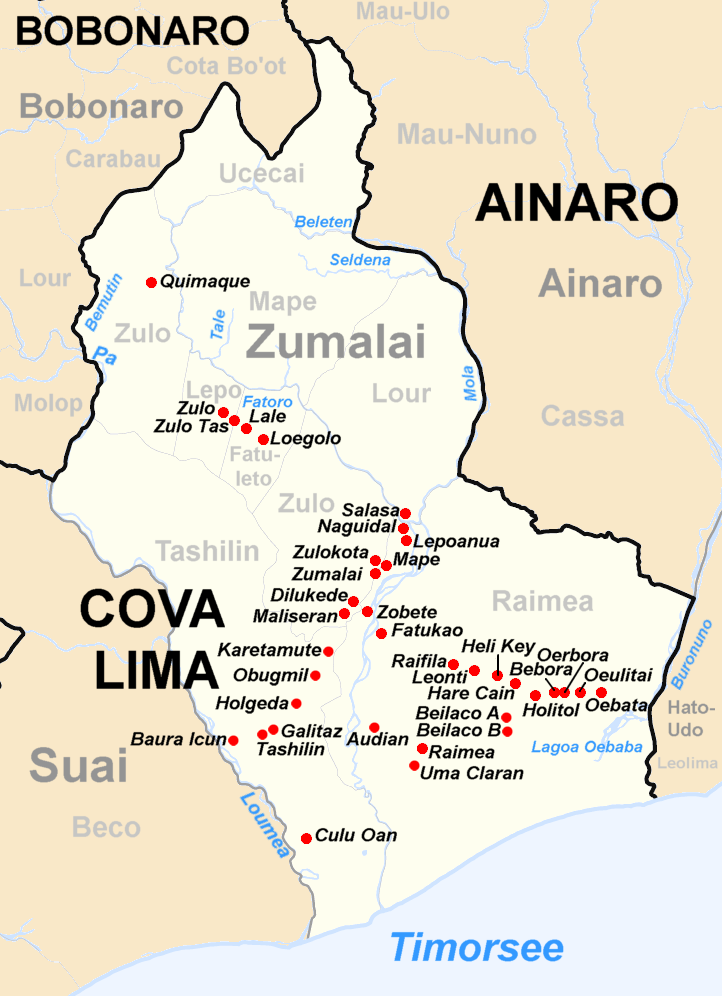
Das Verwaltungsamt Zumalai

## Liste

### Das Verwaltungsamt Fatululic
| \| Fatululic \| |
| Fatululic       |

| Fatululic |

### Das Verwaltungsamt Fatumean
| \| Fatumea \| |
| Fatumea       |

| Fatumea |

### Das Verwaltungsamt Fohorem
| \| Fohoren \| |
| Fohoren       |

| Fohoren |

### Das Verwaltungsamt Maucatar
| \| Holpilat \| |
| Holpilat       |

| Holpilat |

### Das Verwaltungsamt Suai
| \| Suai \| |
| Suai       |

| Suai |

### Das Verwaltungsamt Tilomar
| \| Tilomar \| |
| Tilomar       |

| Tilomar |

### Das Verwaltungsamt Zumalai
| \| Zumalai \| |
| Zumalai       |

| Zumalai |

## Belege
Die Schreibweise der Ortsnamen folgt, sofern vorhanden, den Angaben zu den administrativen Einteilungen in:
- Jornal da Républica mit dem Diploma Ministerial n.° 199/09 (Memento vom 3. Februar 2010 im Internet Archive) (portugiesisch; PDF; 323 kB)

Die Liste der Ortschaften wird mit folgenden Karten erstellt:
- Timor-Leste GIS-Portal (Memento vom 30. Juni 2007 im Internet Archive)
- UNMIT Karten der Distrikte 2008

Bei unterschiedlicher Schreibweise der Ortsnamen, wird den Angaben des GIS-Portals gefolgt. Die anderen Schreibweisen für einzelne Orte finden sich in den Artikel zu den einzelnen Sucos des Landes.
Die Meereshöhen und Koordinaten wurden entnommen von:
- Global Gazetteer Version 2.2: Directory of Cities, Towns, and Regions in East Timor

Bei Global Gazetteer aufgeführte Orte, die nicht durch eine Karte bestätigt sind, werden nicht mit in die Liste aufgenommen.
Koordinaten, die nicht bei Global Gazetteer aufgeführt sind, werden mit Hilfe von Google Maps ermittelt.
1. 1 2 3 4 5 6 7 8 9 10 11 12 13 14 15 16 17 18 19 20 21 22 23 24  Google Maps

- Karte mit allen Koordinaten:
- OSM |
- WikiMap